# بطل (فلم 1992)
بطل (بالإنجليزية: Hero) (صدر في المملكة المتحدة وأيرلندا تحت عنوان بطل بالصدفة Accidental Hero). هو فيلم درامي كوميدي أمريكي لعام 1992 من إخراج ستيفن فريرز. كتبه ديفيد ويب بيبولز من قصة كتبها بيبولز ولورا زيسكين وألفين سارجنت. بطولة الفيلم للنجوم داستن هوفمان وجينا ديفيس واندي جارسيا.

## طاقم التمثيل
- داستين هوفمان: في دور بيرني لابالانت
- جينا ديفيس: في دور جيل جايلي
- أندي غارسيا: في دور جون بوبر
- جوان كوزاك: في دور إيفلين
- كيفن جيه أوكونور: في دور تشاكي
- موري تشيكن: في دور وينستون
- ستيفين توبولوسكي: في دور جيمس والاس
- كريستيان كليمنسون: في دور كونكلين
- دانيال بالدوين: في دور رجل الإطفاء دنتون
- كليا لويس: في دور سيلفيا
- توم أرنولد: في دور تشيك
- كادي هوفمان: في دور المضيفة ليزلي شوجر
- جيمس ماديو: في دور جوي
- كيت باتلر: في دور فنانة مكياج
- ليزلي جوردن: في دور مسؤولة في المحكمة
- لي والكوف: في دور مدعي عام
- دون ديفيس: في دور ضابط المراقبة
- مارتن ستار: في دور ألين (في غيبوبة)
- وليام نيومان: في دور المليونير
- تشيفي تشيس: في دور ديك (مدير أخبار القناة 4)[2]

## أحداث الفيلم
بيرني لابالانت (داستن هوفمان) هو نشال ومجرم صغير ينقذ ناجين مجهولين بما في ذلك المراسلة التلفزيونية جيل جايلي (جينا ديفيس) في حادث تحطم طائرة، ويقوم أيضًا بسرقة حقيبتها في الوقت نفسه، ولكنه يفقد (فردة) حذاء في هذه العملية. تتعطل سيارته، ويستقل سيارة جون بوبر (آندي جارسيا)، وهو من قدامى المحاربين المشردين والذي حارب في فيتنام، ويخبره بيرني عن الإنقاذ في موقع التحطم، ويعطيه بيرني حذائه المتبقي ويذهب. يعرض مدير أخبار المحطة التلفزيونية التي تعمل بها المراسلة جيل مبلغ مليون دولار للملاك الذي أنقذ ركاب الرحلة 104، لكن بيرني لا يستطيع التقدم للحصول على المكافأة لأنه قد تم القبض عليه أثناء محاولته بيع بطاقات وجدها في حقيبة جيل. يتصل جون بوبر بالمراسلة جيل ويخبرها أنه ملاك الرحلة 104، ويقدم (فردة) حذاء بيرني للتدليل على ذلك، فضلًا عن أنه يروي كل تفاصيل الإنقاذ التي رواها له بيرني.
يحاول بيرني إخبار الناس أن جون مزيف، ولا يصدقه أحد حيث أن وسائل الإعلام قد وضعت جون في صورة البطل والجميع يحاول مقابلته ومصافحة هذا البطل القومي. يطلق سراح بيرني من السجن ويبلغه محاميه أنه سيتوجه إلى السجن قريبًا بسبب البضائع المسروقة التي كان يحملها في شقته. تشعر جيل، باعتبارها واحدة من الناجين من الحادث، نفسها مديونة لجون وسرعان ما تعتني بصورته العامة. تجد نفسها تقع في حبه رغم أن لديها تساؤلات حول أصالته، وعلى الرغم من قبول جون للشهرة المزيفة، فقد تبين أنه شخص محترم يستخدم شهرته ويقدم المال لمساعدة الأطفال المرضى والمشردين. يجد جون نفسه في معضلة أخلاقية لأن شخصيته هي مصدر إلهام لعدد لا يحصى من الناس. في هذه الأثناء، يواصل بيرني التفاهم مع زوجته السابقة، إيفلين (جوان كوزاك)، ويفشل في التواصل مع ابنه جوي (جيمس ماديو)، الذي أصبح الآن مفتون بالبطل جون.
يخبر محقق الشرطة المراسلة جيل أنه تم استرداد بطاقات الائتمان الخاصة بها أثناء اعتقال بيرني. تقتحم جيل ومصورها تشاكي (كيفن جيه أوكونور) شقة بيرني بمساعدة المالك وينستون (موري تشيكين). أثناء البحث عن دليل لتجريم بيرني، تجد جيل جائزة ميكروفون فضية مسروقة من حقيبتها فازت بها في مدينة نيويورك، في الليلة التي سبقت الحادث، ولا يقودها ذلك إلى فهم أن بيرني هو المنقذ البطل، ولكنها تتكهن بأن جون سرق حقيبتها في لحظة ضعف أثناء الإنقاذ، وباعها إلى بيرني، وتتهم بيرني بمحاولة ابتزاز جون. يظهر جون على شاشة التلفزيون، وهو على وشك الانتحار بالقفز من حافة ناطحة سحاب شاهقة الارتفاع.
تندفع جيل إلى مكان الحادث وتصطحب بيرني معها وهي تهدد بمقاضاته إذا قفز حدث وقفز جون، بالإضافة إلى ذلك، تطالب بيرني بالاعتذار عن محاولة الابتزاز. تندفع الزوجة إيفلين وجوي إلى مكان الحادث أيضًا، حيث تتذكر إيفلين كيف أن بيرني أناني وساخر، لكنه دائمًا ما يصبح شخصًا رائعًا في الأزمات.يصل بيرني وجيل إلى مكان الحادث، ويخرج بيرني على الحافة ويجلس بجوار جون ويقنعه بأن العالم يحتاج إلى بطل، وأنه من الواضح أنه هو الشخص المناسب للوظيفة، ويتفاوض مع جون على حصة من المليون دولار لدفع الرسوم الدراسية لابنه في الكلية وأيضًا يطمع في رسالة من جون إلى القاضي لتعليق عقوبة السجن، ويحتفظ جون بصورة، ويفوز بيرني بالمال. ينزلق بيرني من الحافة، ويمسكه جون ويسحبه إلى الأمان، ليصبح بطلًا (حقيقيًا) مرة أخرى. عندما تشاهد جيل وجه بيرني مغطى بالتراب، كما في ليلة الحادث، تدرك أنه هو الذي أنقذها، وتواجهه «بشكل غير رسمي» بافتراضها، لكنه يصر على أن جون هو البطل، وعندما تهم بالمغادرة تشكر بيرني لإنقاذ حياتها؛ ويرد بسرعة: «على الرحب والسعة». يوافق جون على الاستمرار في لعب دور البطل العام. يقرر بيرني مصارحة جوي بالقصة الحقيقية لتحطم الطائرة أثناء اصطحاب الابن إلى حديقة الحيوان، ويسمع صراخ سيدة أن ابنتها سقطت في قفص الأسد، ويتوسل إليه جوي لمساعدتهم، ويتنهد بيرني ويقوم للعب دور البطل مرة ثانية.

## استقبال الفيلم
قوبل الفيلم بنقد إيجابي بشكل عام، على الرغم من أنه لم يحقق نجاحًا في شباك التذاكر. خسرت شركة كولومبيا 25.6 مليون دولار في إنتاج هذا الفيلم. أشار الناقد السينمائي المعروف روجر إيبرت: «إنه يحتوي على جميع مكونات الترفيه الرائع، لكنه يتأرجح حول أنواع التفاصيل التي تنتمي إلى نوع مختلف من الأفلام. إنه ينتهج نهج كوميديات الأربعينات»، وكتب ديسون هاو، الناقد السينمائي في صحيفة واشنطن بوست:«في قلب هذا العمل هناك شيء جذّاب تمامًا، وهو من النوع الذي اعتادوا صنعه قديمًا».
منح موقع الطماطم الفاسدة الفيلم تقييم 67% بناء على آراء 21 ناقد فني.
صنف «معهد الفيلم الأمريكي» فيلم «بطل» في قائمة «مائة سنة.. مائة بطل وشرير AFI's 100 Years...100 Heroes & Villains»، ورشحته ضمن قائمة «مائة سنة.. مائة الهام AFI's 100 Years...100 Cheers».

## وصلات خارجية
- مقالات تستعمل روابط فنية بلا صلة مع ويكي بيانات